# Osso temporale
L'osso temporale è un osso pari e simmetrico che forma la base della scatola cranica e, in piccola parte, la volta. È situato tra l'osso parietale, collocato al di sopra, l'osso sfenoide, posto davanti a esso, e l'osso occipitale, situato dietro.
L'osso temporale contiene al suo interno e protegge la coclea e i canali semicircolari, organi deputati rispettivamente all'udito e all'equilibrio, in una cavità denominata labirinto; al suo interno contiene inoltre gli ossicini dell'udito, posti in una cavità posta lateralmente al labirinto, detta cavo del timpano, separata dal canale auricolare esterno dalla membrana del timpano.
Il nome deriva da tempia, regione del cranio che contribuisce a formare.

## Aspetto
Nella sua conformazione definitiva l'osso appare costituito essenzialmente da tre parti:
- una porzione squamosa (o, semplicemente, squama);
- una porzione timpanica, posta inferiormente alla squama;
- una porzione petrosa.

La squama è una lamina distribuita nella faccia laterale della volta cranica. La faccia esterna (o temporale) è leggermente convessa e liscia e presenta solchi per l'arteria temporale media. Dalla parte inferiore della squama si diparte una struttura ossea a forma di ponte, il processo zigomatico, che si articola a un processo analogo appartenente all'osso zigomatico, il processo temporale; insieme, i due processi formano l'arcata zigomatica.

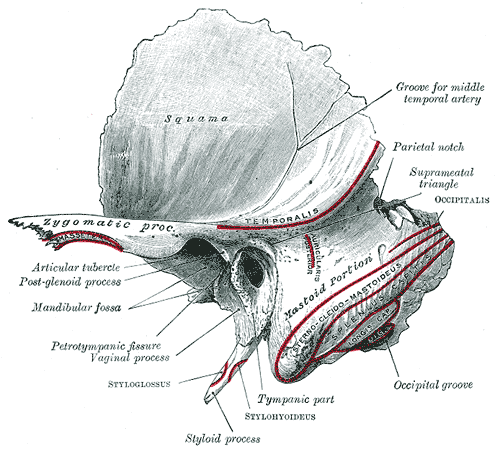
Osso temporale sinistro - Superficie esterna

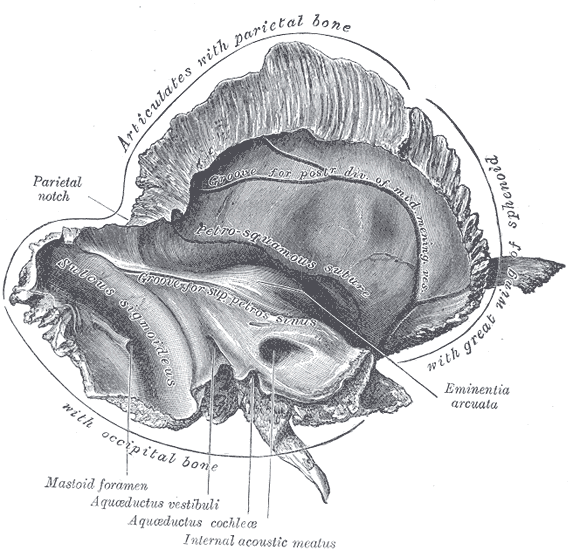
Osso temporale sinistro - Superficie interna

Il processo zigomatico origina da due radici: trasversa e orizzontale. Tra le due radici si trova una profonda cavità rivolta inferiormente, la fossa mandibolare. Questa è suddivisa, dalla fessura petrotimpanica, in una parte anteriore e in una posteriore.
Posteroinferiormente alla parte squamosa si osserva, nella faccia esterna del temporale, il processo mastoideo. Questo ha forma di un tronco di cono, ha una superficie rugosa da cui origina il muscolo sternocleidomastoideo e presente alcuni fori; il più rilevante è il foro mastoideo, che dà passaggio alla vena emissaria mastoidea. Sulla faccia mediale del processo mastoideo sono presenti due solchi: l'incisura mastoidea, il più ampio, posto lateralmente, che accoglie il ventre posteriore del muscolo digastrico; il solco per l'arteria occipitale, posto medialmente e meno profondo. Internamente il processo mastoideo è scavato da numerose cavità, dette celle mastoidee, che comunicano sia tra di loro sia con il cavo del timpano.
La faccia interna della squama (o cerebrale) è lievemente concava e presenta alcuni solchi per i rami dell'arteria meningea media. Al limite inferiore è visibile la fessura petrosquamosa. Nella faccia interna della regione mastoidea decorre il solco per il seno sigmoideo, la continuazione del solco per il seno trasverso.
La parte petrosa ha la forma di una piramide quadrangolare e vi si possono individuare una base, un apice, quattro margini e quattro facce (faccia anteriore, posteriore, anteroinferiore e inferiore). La base è rivolta all'esterno e coincide col meato acustico esterno. L'apice presenta l'apertura interna del canale carotideo. La faccia anteriore, medialmente alla fessura petrosquamosa, presenta una sottile lamina ossea, il tegmen tympani, che chiude in alto la cavità del timpano. Più medialmente è visibile l'eminenza arcuata mentre in vicinanza dell'apice l'impronta trigeminale, una piccola depressione per il ganglio del nervo trigemino. La faccia posteriore presenta il foro acustico interno che dà al meato acustico interno. Questo è suddiviso dall'incrocio di una cresta trasversale e di una verticale in quattro aree. La faccia anteroinferiore della piramide del temporale corrisponde nei suoi due terzi laterali alla fossa mandibolare. La faccia inferiore, infine, presenta: il foro stilomastoideo, attraversato dal nervo facciale e il lungo e appuntito processo stiloideo. Quest'ultimo è il punto di partenza dei muscoli stiliani: stiloglosso, stilofaringeo e stiloioideo. Posteromedialmente al processo stiloideo è visibile la fossa giugulare e davanti a questa l'apertura esterna del canale carotideo.
La parte timpanica è posta sotto alla squama ed esternamente alla parte petrosa. Ha forma di un anello incompleto che delimita il meato acustico esterno e partecipa alla formazione del cavo del timpano e dell'orifizio d'ingresso della tuba uditiva.

## Ossificazione
I primi abbozzi dell'osso temporale sono: periotico, squamoso, timpanico, timpanoiale e stiloiale. La fusione dei vari abbozzi si completa nei primi mesi dopo la nascita.
| Osso temporale alla nascita | Osso temporale alla nascita |
| --------------------------- | --------------------------- |
|                             |                             |

## Galleria d'immagini

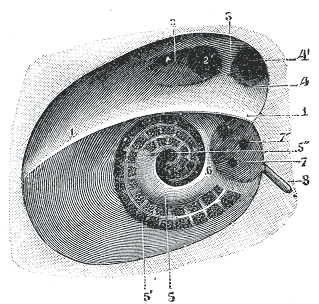
Meato acustico destro
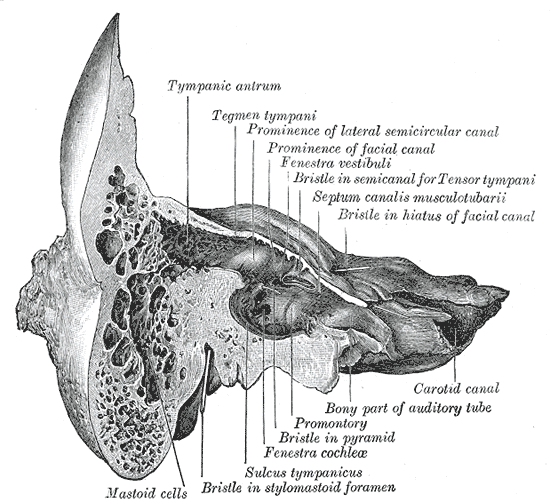
Osso temporale destro - Sezione.
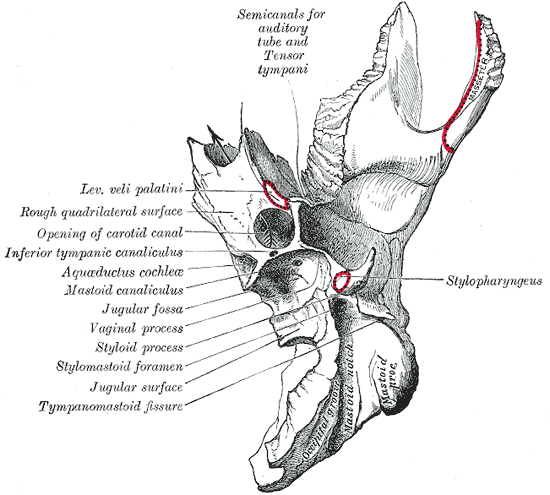
Osso temporale - Superficie inferiore
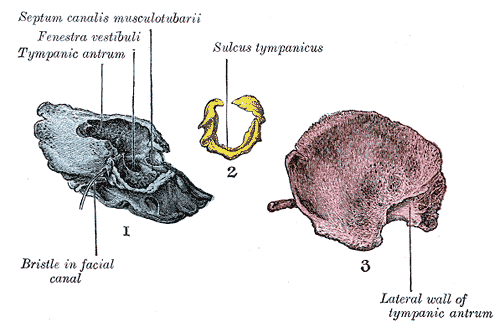
Le tre parti principali dell'osso temporale alla nascita: 1) Premastoide (sup. est.); 2) Anello timpanico (sup. est.); 3) Squama (sup. int.)